# Tannåkers distrikt
Tannåkers distrikt är ett distrikt i Ljungby kommun och Kronobergs län. Distriktet ligger omkring Tannåker, öster om sjön Bolmen i västra Småland. 

## Tidigare administrativ tillhörighet
Distriktet inrättades 2016 och utgörs av socknen Tannåker i Ljungby kommun.
Området motsvarar den omfattning Tannåkers församling hade 1999/2000.

## Tätorter och småorter
I Tannåkers distrikt finns inga tätorter eller småorter.